# Larry Butler
Larry Butler (* 21. Juli 1957 in Lewisport, Kentucky) ist ein US-amerikanischer Dartspieler. Er ist der bislang einzige Spieler seines Landes, der ein PDC-Major für sich entscheiden konnte.

## Karriere
Larry Butler nahm das erste Mal an einer BDO-Weltmeisterschaft im Jahr 1992 teil, er verlor bei seinem erstmaligen Antreten in Runde 1 mit 1:3 gegen Dennis Priestley. In den Jahren 1992, 1993 und 1997 gewann Butler jeweils die Soft Tip Bullshooter World Championship. Ende 1993 nahm Butler an der ersten Weltmeisterschaft des World Darts Council (WDC), aus welchem später die PDC wurde, der WDC World Darts Championship 1994, teil. Er schied nach einer 1:3-Niederlage gegen Tom Kirby und einem 3:2-Sieg gegen John Lowe als Gruppenletzter aus.
Im Jahr 1994 feierte Butler einen seiner größten Karriereerfolge, als er bei der ersten Austragung des World Matchplays Dennis Priestley mit 16:12 im Finale bezwang und sich so zum ersten Sieger dieses Major-Turniers krönte. Er ist mit diesem Erfolg der bislang einzige US-Amerikaner, der ein Majorturnier des WDC bzw. der PDC gewinnen konnte. Auch durfte er bei den folgenden 3 WDC-Weltmeisterschaften teilnehmen, wobei ihm bei der WDC World Darts Championship 1996 mit dem Erreichen des Viertelfinals sein bestes Abschneiden gelang.
Seine nächste Teilnahme an einem großen internationalen Event war die beim Las Vegas Desert Classic 2008, wo er sein Auftaktmatch gegen Alan Tabern mit 4:6 verlor. 2009 nahm er an einigen Turnieren auf britischem Boden, u. a. einige Players Championships und Qualifikationsturniere für die UK Open 2009 teil. Durch zweitere konnte er sich auch für dieses Major-Turnier qualifizieren, er verlor bei diesem allerdings bereits sein erstes Spiel knapp mit 5:6 gegen Colin Monk.
2013 vertrat Butler erstmals gemeinsam mit Darin Young die USA beim PDC World Cup of Darts. Diese Paarung sollte es von nun an bei allen Austragungen dieses Turniers bis einschließlich der im Jahr 2018 geben, wobei man in den Jahren 2014 und 2017 mit einem jeweiligen Achtelfinaleinzug die besten Ergebnisse einfahren konnte.
Das Jahr 2015 war ein außerordentlich erfolgreiches für Larry Butler: Es gelang ihm in diesem u. a. ein Finaleinzug beim prestigeträchtigen Winmau World Masters, wo er das Finale gegen Glen Durrant mit 3:7 verlor. Weiters zog er beim WDF World Cup ins Viertelfinale ein und er durfte beim Grand Slam of Darts 2015 teilnehmen, bei welchem er in der Gruppenphase ausschied. Durch die Erfolge in diesem Jahr qualifizierte er sich zum zweiten Mal nach 1992 für eine BDO-Weltmeisterschaft. Bei der BDO World Darts Championship 2016 zog er durch Siege über James Hurrell und Ryan de Vreede ins Achtelfinale ein, wo er Glen Durrant unterlag.
Im Januar 2023 nahm Butler an der European Q-School teil, wobei er die Qualifikation zur Final Stage über die Rangliste schaffte. In dieser errang er jedoch keinen Punkt für die Rangliste und blieb somit ohne Tourkarte. Daraufhin nahm Butler erneut an der World Seniors Darts Championship teil. Gegen Darren Johnson führte er dabei mit 2:0, bevor dieser sich noch einmal zurückkämpfte und den letzten Satz in der Verlängerung mit 3:5 für sich entschied. Butler war somit ausgeschieden.

## Weltmeisterschaftsresultate

### BDO
- 1992: 1. Runde (1:3-Niederlage gegen  Dennis Priestley)
- 2016: Achtelfinale (0:4-Niederlage gegen  Glen Durrant)

### PDC
- 1994: Gruppenphase (1:3-Niederlage gegen  Tom Kirby; 3:2-Sieg gegen  John Lowe)
- 1995: Gruppenphase (3:2-Sieg gegen  Keith Deller; 0:3-Niederlage gegen  Kevin Spiolek)
- 1996: Viertelfinale (0:4-Niederlage gegen  Jamie Harvey)
- 1997: Gruppenphase (1:3-Niederlage gegen  Graeme Stoddart; 1:3-Niederlage gegen  Alan Warriner-Little)[8]

### WSDT
- 2022: Viertelfinale (1:3-Niederlage gegen  Martin Adams)
- 2023: 1. Runde (2:3-Niederlage gegen  Darren Johnson)